# لئو فریزینگر
لئو فریزینگر (انگلیسی: Leo Freisinger؛ ۷ فوریه ۱۹۱۶ – August 29, 1985 (aged 69)) ورزشکار اسکیت سرعت اهل ایالات متحده آمریکا بود.
وی در مسابقات کشوری و بین‌المللی در مجموع برندهٔ ۱ مدال برنز شده‌است.